# Anaglyptus ulmiphilus
Anaglyptus ulmiphilus är en skalbaggsart som först beskrevs av Holzschuh 1982.  Anaglyptus ulmiphilus ingår i släktet Anaglyptus och familjen långhorningar.
Artens utbredningsområde är Pakistan. Inga underarter finns listade i Catalogue of Life.